# Битва при Гануварі
Битва при Гануварі відбулася між Хеттським царством та конфедерацією Хаяса-Ацці під час правління хетського царя Мурсілі II. Хаяса-Ацці були одними з найзапекліших ворогів хетів протягом останнього півстоліття, однак у битві біля міста Ганувара вони зазнали рішучої поразки від хеттського полководця Нуванзи і більше ніколи не становитимуть загрози хетам.

## Тло
Хаяса-Ацці вперше згадуються, коли вони є однією з кількох груп людей, які вторглися в Хеттське царство під час важкого правління Тудгалії II (бл. 1360—1344 рр. до н. е. (коротка хронологія)). Про них відомо небагато, але вони, ймовірно, були політичною конфедерацією кількох невеликих царств (звичайно, два найвидатніші — Хаяса та Ацці), серце яких було розташоване на Вірменському нагір'ї. Повідомляється, що вони захопили важливе хеттське місто Самуха до того, як Тудгалія послав проти них свого сина, генерала, а пізніше хеттського царя Суппілуліуму. Суппілуліума переміг Хаяса-Ацці та змусив їх повернути захоплену територію хетів і стати васалами хетів, таким чином закінчивши перший період конфлікту між двома народами.
Однак під час правління Мурсілі II (бл. 1321—1295 рр. до н. е. (коротка хронологія)), приблизно через 20 років після закінчення правління Тудгалії II, новий цар Хаяса-Ацці, якого звали Аніяш (або Анія), відновив війну з хетами разом із багатьма іншими ворогами хетів. Аніяш напав на територію хеттів і пограбував багато міст, а потім відмовився повернути взятих полонених. У відповідь на це Мурсілі II розпочав кампанії проти Хаяса-Ацці протягом сьомого та восьмого років свого правління (бл. 1314—1313 рр. до н. е.). Ці кампанії були успішними у видаленні сил Хаяси з хетської території, але це все ще не підкорило царство. На дев'ятому році правління Мурсілі II (бл. 1312 р. до н. е.) він не зміг зайнятися проблемою Хаяси, оскільки повстання Нухашші в Сирії відвернуло його увагу. Скориставшись цим, Аніяш розпочав ще одне велике вторгнення на територію хетів, зайнявши Іститіну та обложивши місто Ганувару. Літопис Мурсілі зазначає, що армія Хаяси налічувала 10 000 чоловік і 700 колісниць. Мурісілі послав свого генерала і чашника, на ім'я Нуванза, щоб впоратися з загрозою.

## Битва
Нуванза завдав вирішальної поразки армії Хаяси біля Ганувари, як записано в Анналах Мурсілі:
«Люди Нахассе піднялися й взяли в облогу» (назва нерозбірлива). "Так само інші вороги та люди Хаяси. Вони розграбували Інститину, блокували Ганувару військами та колісницями. І оскільки я залишив Нуванзу, головного виночерпія, і всіх начальників табору, і війська, і колісниць у Верхній Країні, я написав Нуванзі таке: «Бачите, люди Хаяси спустошили Інститіну та заблокували місто Ганувара». І Нуванза привів війська та колісниці на допомогу та рушив до Ганувари. Потім він послав до мене гінця та написав мені; — Чи не підеш ти порадитися для мене з провісником? Хіба птахи та тіла спокутних жертв не можуть прийняти рішення за мене?

 І я послав до Нуванзи цього листа: «Бачиш, я порадився для тебе про птахів і плоті, і вони наказали: Іди! тому що ці люди Хаяси, Бог У, вже доставив вам; вдарити їх!

 І коли я повертався з Астатану до Каркеміша, царський принц Нана-Лу вийшов мені назустріч по дорозі і сказав: «Вороги Хаяса обложили Ганувару, Нуванза рушив проти нього і зустрів його під стінами Ганувари». Десять тисяч чоловік і сімсот колісниць були підготовлені до битви проти нього, і Нуванза переміг їх. Є багато загиблих і багато полонених. ”   

## Наслідки
Битва, здавалося, знищила військову міць конфедерації Хаяса-Ацці, оскільки більше ніколи не було записано, що вони вживали будь-яких серйозних військових дій проти когось знову. На десятому році Мурсілі вторгся на їхню територію, а наступного року отримав від них офіційне підпорядкування. Конфедерація Хаяса-Ацці залишалася хетським васалом до падіння Хетського царства під час катастрофи бронзового віку, після чого остаточна доля конфедерації залишається невідомою; вони, швидше за все, змішалися з іншими народами в цьому регіоні і могли бути предками пізнішого царства Урарту та сучасних вірмен.